# District de Corte
Le district de Corte est une ancienne division territoriale française du département de la Corse puis du Golo de 1790 à 1795.
Il était composé des cantons de Corte, Alesani, Coasina, Cursa, Golo, Mercurio, Orezza, Rostino, Serra, Sorba, Tavignano, Vallerustie, Vecchio et Verde.